# 阿涅塔·埃里克松
阿涅塔·埃里克松（瑞典語：Agneta Eriksson，1965年5月3日—），瑞典女子游泳运动员。她曾代表瑞典参加1980年、1984年和1988年夏季奥林匹克运动会游泳比赛，获得一枚银牌。